# تاریخ بهداشت همگانی پیشین
از آغاز تمدن بشری، جوامع در ارتقاء سلامت و مبارزه با بیماری در میان جمعیت کوشیدند. تعاریف سلامتی و همچنین روشهای پیگیری آن متناسب با باورهای پزشکی، مذهبی و عقاید طبیعی-فلسفی، منابعی که این گروه‌ها به آن دسترسی داشتند و شرایط متغیری که در آن زندگی می‌کردند متفاوت است. با این وجود، تعداد معدودی از جوامع اولیه فقدان بهداشت یا حتی بی‌تفاوتی به امور بهداشتی که اغلب به آنها نسبت داده می‌شد، نشان داده‌اند.شهرت اخیر عمدتاً از عدم وجود نشانگرهای زیستی امروزی، به ویژه ابزارهای ایمنی‌شناسی و آماری است که با توجه به نظریه میکروبی بیماری‌ها ایجاد می‌شود.
سلامت عمومی، به هر حال، نه در اروپا متولد شد و نه پاسخی بود به انقلاب صنعتی. مداخلات پیشگیرانه بهداشت تقریباً در هرجایی که نشانه‌ای از جوامع تاریخی باقی مانده، تأیید شده‌است. به عنوان مثال، در آسیای جنوب شرقی، پزشکی آیورودا و متعاقب آن بودیسم عادات شغلی، غذایی و جنسی را ترویج می‌کردند که وعده تعادل در بدن، زندگی و اجتماعات را می‌دادند. این مفهومی است که در طب سنتی چین نیز وجود دارد. در میان مایاها، آزتک‌ها و سایر تمدن‌های اولیه در قاره آمریکا، مراکز جمعیتی، از جمله با برگزاری بازارهای گیاهان دارویی، برنامه‌های بهداشتی را دنبال می‌کردند. در میان بومیان استرالیا، تکنیک‌های نگهداری و محافظت از منابع آب و مواد غذایی، ریز-منطقه‌بندی برای کاهش آلودگی و خطر آتش‌سوزی، و تور برای محافظت از مردم در برابر مگس، حتی در اردوگاه‌های موقت رایج بودند.
تمدن‌های اروپای غربی، بیزانسی و اسلامی، که عموماً یک سیستم پزشکی بقراطی، جالینوسی یا مبتنی بر خلط‌های چهارگانه را به کار می‌گرفتند، برنامه‌های پیشگیرانه را نیز ترویج می‌کردند. این برنامه‌ها بر اساس ارزیابی کیفیت اقلیم‌های محلی از جمله مکان‌نگاری، شرایط باد، قرار گرفتن در معرض خورشید، خواص و در دسترس بودن آب و غذا برای انسان و حیوانات توسعه یافته بودند. نویسندگان کتابچه‌های پزشکی، معماری، مهندسی و نظامی توضیح داده‌اند که چگونه می‌توان چنین نظریه‌هایی را برای گروه‌هایی با منشأ مختلف و تحت شرایط مختلف به کار برد. این امر بسیار مهم بود، زیرا بر اساس باورهای جالینوسی تصور می‌شد ساختارهای جسمانی تحت اثر محیط‌های مادی شکل می‌گیرد و بر این اساس تعادل آنها به رژیم‌های خاص نیاز داشت.